# 1980 год в СССР

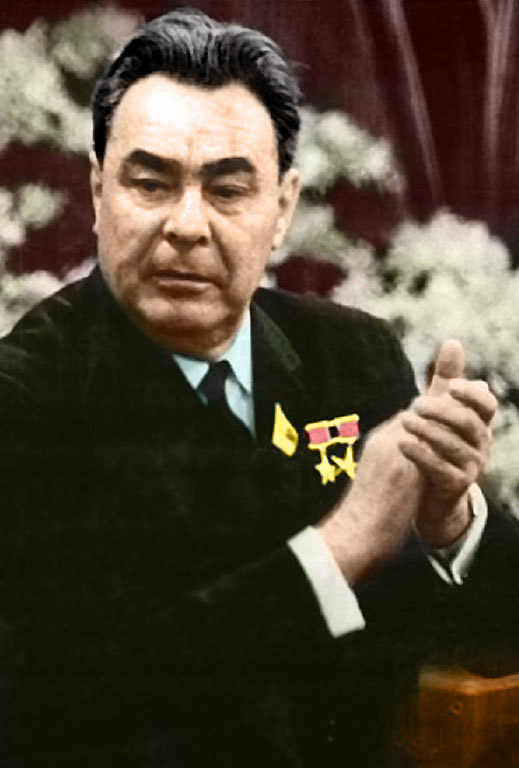
Генеральный секретарь ЦК КПСС Леонид Брежнев

## Январь
- 22 января — Арест и высылка Андрея Сахарова в Горький

## Февраль
- 13-24 февраля — XIII Зимние Олимпийские игры в Лейк-Плэсид, США. Советский союз занял 1-е место в общекомандном зачёте.
- 22 февраля — Чудо на льду. Выступая в ранге действующих чемпионов мира и Олимпийских игр, советская команда неожиданно[1] проиграла сборной, составленной из игроков студенческих команд.
- 27 февраля — завершено строительство Армянской атомной электростанции.
- 29 февраля — Афганская война: Бой у кишлака Шигал[2][3]

## Март
- 1 марта — Авария Ту-154 в Оренбурге.
- 18 марта — Катастрофа на космодроме Плесецк
- 25 марта — приземление беспилотного корабля Союз Т-1.

## Апрель
- 14 апреля — Катастрофа Ан-24 в Красноярске.
- 25 апреля — На Белоярской атомной электростанции введён в эксплуатацию энергоблок с реактором на быстрых нейтронах.

## Май
- 11 мая — Афганская война: Бой у кишлака Хара

## Июнь
- 3 июня — приземление корабля Союз-35. Экипаж посадки — Кубасов В. Н. и Фаркаш Б. — гражданин ВНР.
- 5 июня — старт космического корабля Союз Т-2, приземление 9 июня 1980 года. Экипаж старта и посадки — Малышев Ю. В., Аксёнов В. В..
- 11 июня — создан Нижнесвирский заповедник в Ленинградской области.
- 12 июня — Катастрофа Як-40 под Душанбе, 29 погибших.
- 19 июня — завершено строительство Северного горнообогатительного комбината им. Комсомола Украины.

## Июль

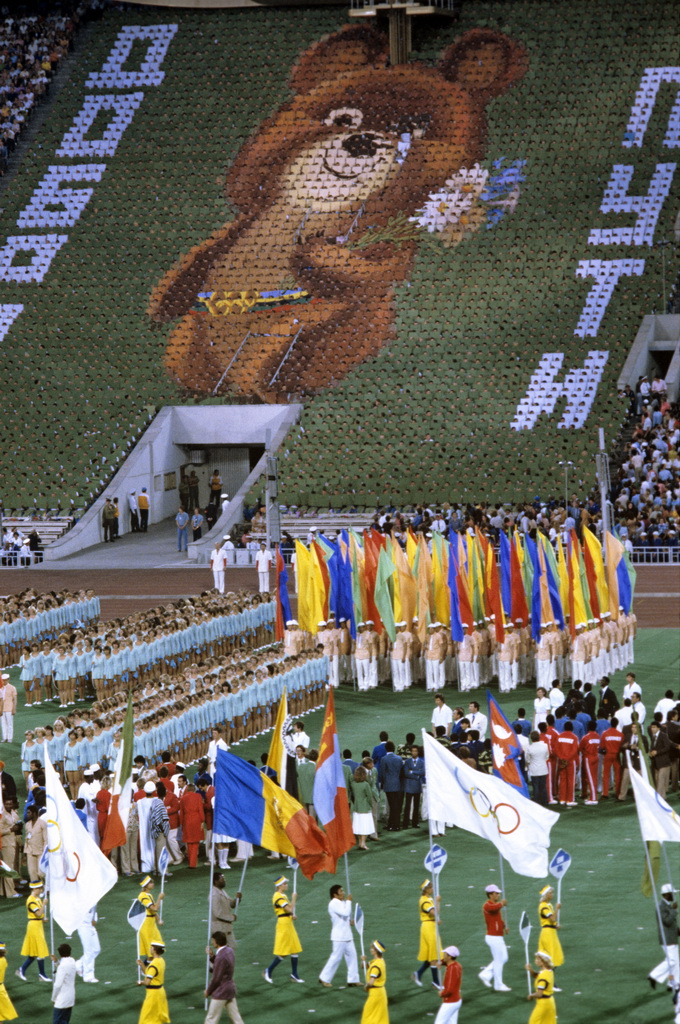
Плачущий Олимпийский Мишка на закрытии Олимпиады

- 1 июля — завершено строительство первой очереди цеха холодной прокатки стали на Новолипецком металлургическом заводе.
- 3 июля — введена в действие Зейская ГЭС.
- 8 июля — катастрофа самолёта Ту-154 в Алма-Ате. Погибли 166 человек — крупнейшая авиакатастрофа в истории Казахстана.
- 19 июля — открытие XXII летних Олимпийских игр в Москве.
- 20 июля — Матч открытие футбольного турнира на московской олимпиаде. СССР разгромил Венесуэлу со счётом 4:0
- 23 июля — запуск космического корабля Союз-37, приземление 11 октября 1980 года. Экипаж старта — в космос отправились Горбатко В. В. и первый космонавт из Азии, вьетнамец Фам Туан, приземление 31 июля 1980 года.
- 24 июля — Сборная СССР по футболу разгромила Кубу и вышла в Четвертьфинал
- 25 июля — Смерть Высоцкого
- 31 июля — приземление корабля Союз-36. Экипаж посадки — Горбатко В. В. и Фам Туан — Вьетнам.

## Август
- 1 августа — В матче за 3-е место футбольная сборная СССР обыграла Югославию и получила бронзовые медали
- 3 августа — Афганская война: Бой у кишлака Шаеста
- 9 августа — Кубок СССР по футболу : Шахтёр — Динамо (Тбилиси) 2:1
- август — Военные учения Юг

## Сентябрь
- 13 сентября — Крушение на станции Ока

## Октябрь
- 4 октября — Крушение на Балтийском вокзале в Таллине.
- 8 октября — Авария Ту-154 в Чите.

## Ноябрь
- 22 ноября — Чемпионат СССР по футболу : Динамо Киев 9-й раз стала чемпионом СССР.
- 26 ноября — Крушение вертолёта Ка-27 в Казани.
- 27 ноября — старт космического корабля Союз Т-3, приземление 10 декабря 1980 года. Экипаж старта и посадки — Кизим Л. Д., Макаров О. Г., Стрекалов Г. М..

## Декабрь
- 19 декабря — Открытие станций Оболонь, Петровка и Тараса Шевченко.
- 26 декабря — Убийство на «Ждановской»[4].

## Родились
- 27 января — Марат Сафин, теннисист[5]